# ジョゼフ・フーシェ
ジョゼフ・フーシェ（仏: Joseph Fouché,  発音例,  1759年5月21日 - 1820年12月25日）は、フランス革命、第一帝政、フランス復古王政の政治家である。ナポレオン体制では警察大臣を務め、タレーランと共に体制の主要人物となった。特に百日天下崩壊後は臨時政府の首班を務めてナポレオン戦争の戦後交渉を行った。
近代的な警察機構の創始者であり、秘密警察を駆使して政権中枢を渡り歩いた謀略家として知られる。権力者に取り入りながら常に一定の距離を保って激動の時代を生き抜いた人物であったとされ、「カメレオン（変幻自在の冷血動物）」の異名を持った。

## 略歴
ナント近郊のル・ペルラン出身。父は船員で、フーシェにも後を継がせるつもりだったが、体が弱く、勉学の才があったためにナントのオラトリオ教団(en)で学ぶ。その後、僧籍には入らずに、同教会所属の学校で物理科学を教える教師となった。なお、この時期に北部の町アラスにおいて、カルノーや無名の弁護士であったロベスピエールと交わり、彼の妹と交際している。
こうした面々とのつながりから政治運動に目覚めたフーシェは、フランス革命後にカトリック教会を否定する「非キリスト教化運動」に関わるようになって、1792年に国民公会の議員に当選し、パリに向かった。当初は同郷であるジロンド派に近い穏健共和派の立場であったが、国王ルイ16世の裁判の際に処刑票を投じ、それを契機にジャコバン派内の山岳派に鞍がえした。これによりジロンド派追放から免れるが、国王殺しの罪が後に尾を引くことになる。彼はまた、1793年10月に墓地令を発し、共同墓地の十字架を撤去させている。
ロベスピエールによる恐怖政治を支持して革命運動に身を投じ、1793年には私有財産を禁じる法令をナント州などで発布し、リヨンの大虐殺を指導するなど辣腕をふるうが、その後ロベスピエールと対立した。テルミドール9日のクーデターに参加し、情報収集能力の高さを評価されて総裁政府の警察大臣を務めた。ブリュメール18日のクーデターでは体制側であったが、ナポレオンの政権奪取に貢献し、統領政府でも引き続いて警察大臣に就任した。1800年のサン・ニケーズ街暗殺未遂事件の阻止には失敗したが、その入念な捜査でカドゥーダルの陰謀を暴き、王党派を一網打尽にすることに成功。終身制に反対して一時失脚するが、アンギャン公事件で再評価され、ナポレオン1世の帝政において警察大臣、元老院議員を歴任した。
フーシェは総裁政府時代から密偵を雇い、秘密警察を使って国家のあらゆるものを監視させたと言われる。ナポレオンの妻ジョゼフィーヌすら買収し、ナポレオンの私生活まで監視していた。ナポレオンはフーシェの情報収集力を高く評価し、用事があるときは秘書官に呼びに行かせた。ナポレオンは、大臣たちを自分の秘書官程度に考え、時には口述筆記させることすらあったといい、直接呼びつけるのではなく、秘書官に呼びに行かせるのはナポレオンにとっては格別の配慮であった。なお、フーシェと共にナポレオンが配慮を示したのは、タレーランである。
1808年に衛星国ナポリ王国のオトラント公爵に叙されるが、タレーランと同様にナポレオン帝国の崩壊を予想して、次政権の構想を画策し始める。翌年イギリス軍がベルギーに迫ったときに独断で国民軍を編成し、ベルナドットを司令官に据えた越権行為、対英和平交渉が露見して辞職した。この時の駐仏オーストリア大使シュヴァルツェンベルクは、「ナポレオンをなだめられる唯一の人物が全国に惜しまれつつ去った」と本国に報告している。後、1813年、短期間であったが、ジュノー将軍の後任としてイリュリア州総督を務めた。
百日天下では再びナポレオンを支持して警察大臣に再復帰。崩壊後、退位したナポレオンに代わって臨時政府首班となり、ルイ18世をパリに迎えたが、首班の地位はタレーランに奪われた。王政復古でも短期間だけ警察大臣となったが、王党派は国王殺しのフーシェを忘れていなかった。両親であるルイ16世とマリー・アントワネットを殺されたマリー・テレーズは、フーシェが現れると席を蹴り、決して同席しようとしなかった。1815年8月、フーシェは大臣就任後わずか2か月で失脚し、ザクセン王国（当時はドイツ連邦の加盟国）駐在大使としてドレスデンに左遷された。1816年1月9日、パリの議会による「百日天下の際にナポレオンに与した国王死刑賛成投票者はフランスから永遠に追放する」というフーシェを狙い撃ちにする決議により国外追放される形でプラハに亡命した。
その後はオーストリアのリンツ、イタリアへと渡り歩き、1820年にトリエステで死んだ。晩年は家族と友人に囲まれた平穏な生活を営み、人が変わったように教会の参拝を欠かさなかったという。フーシェは死ぬまで敵対者の個人情報を手中に収め、保身に成功した。オトラント公としての居城跡地のフェリエール城があるセーヌ＝エ＝マルヌ県・フェリエール・アン・ブリーに埋葬されている。
明治時代に日本の警察を創設した川路利良は、フーシェに範を取ってその事跡を取り入れた。
オーストリアのユダヤ人作家シュテファン・ツヴァイクによる評伝（1929年にドイツ語で刊）が有名である。

## 家族
- 妻：ボンヌ＝ジャンヌ・コワコー（1763年4月1日）。1792年9月16日に結婚、のち1812年10月8日死亡
  - 長女：ニエーヴル・フーシェ（1793年8月10日 - 1794年7月24日[7]）
  - 長男：ジョゼフ＝リベルテ・フーシェ（1796年7月22日 - 1862年12月31日）第2代オトラント公爵。　
  - 二男：アルマン・フーシェ（1800年3月25日 - 1878年11月26日）第3代オトラント公爵。　
  - 三男：アタナス・フーシェ（1801年6月25日 - 1886年2月10日）第4代オトラント公爵。兄らと共にスウェーデンに渡り、スウェーデンの貴族として定住する。
  - 二女：ジョゼフィーヌ＝リュドミール・フーシェ（1803年6月29日 - 1893年12月30日） 1985年に歌手のジュリアン・クレルクと結婚したヴィルジニー・クーペリはこの系統。
- 妻：ガブリエル＝エルネスティーヌ・ド・キャステラーヌ。前妻との死別後、1818年に結婚。子はいない。

## 関連書籍
- シュテファン・ツヴァイク『ジョゼフ・フーシェ』吉田正己、小野寺和夫、飯塚信雄 訳、みすず書房、1969年、全国書誌番号:73004544。新版1998年[8]、ISBN 978-4622046622
- シュテファン・ツワイク『ジョゼフ・フーシェ ある政治的人間の肖像』高橋禎二、秋山英夫 訳、岩波文庫、1979年、改版2011年[9]、ISBN 978-4003243749。
- シュテファン・ツヴァイク『ジョゼフ・フーシェ』福田宏年 訳、グーテンベルク21（電子書籍：Kindle版ほか）、2022年11月より[10]
- シュテファン・ツヴァイク『ジョゼフ・フーシェ ある政治的人間の肖像』山下肇・山下萬里 訳、中公文庫、2024年7月[11]。ISBN 978-4122075429

### フィクション作品
歴史小説
- 辻邦生『フーシェ革命暦』第1部・第2部（未完）
  - 文藝春秋、1989年7月。ISBN 978-4-16-363670-2, 978-4-16-363680-1。
  - 新版『辻邦生全集』11・12巻に収録。新潮社、2005年4月-5月。ISBN 978-4-10-646911-4, 978-4-10-646912-1。
- ジョン・ディクスン・カー『喉切り隊長』
  - 村崎敏郎訳、早川書房〈世界探偵小説全集〉、1958年、全国書誌番号:58003343。
  - 島田三蔵訳、早川書房〈ハヤカワ・ミステリ文庫〉、1982年8月、ISBN 978-4-15-070362-2。

歴史漫画
- 倉多江美『静粛に、天才只今勉強中!』
- 長谷川哲也『ナポレオン‐獅子の時代‐』
- 池田理代子『栄光のナポレオン-エロイカ』

### その他
- 西部邁、佐高信「ツヴァイク「ジョセフ・フーシェ」」『西部邁と佐高信の快著快読』光文社、2012年10月、9-46頁。ISBN 978-4-334-97716-0。

### フーシェになぞらえられた人物
- クラウス・バルビー - ヴィシー政権期の所業から「リヨンの屠殺人」と呼ばれたドイツ人
- 川島正次郎 - 党人派出身で「江戸前フーシェ」とあだ名された。
- 後藤田正晴 - 内務官僚出身だが「日本のフーシェ」とあだ名された。